# Kottūru
Kottūru är en ort i Indien.   Den ligger i distriktet Bellary och delstaten Karnataka, i den södra delen av landet, 1 500 km söder om huvudstaden New Delhi. Kottūru ligger 585 meter över havet och antalet invånare är 24 004.
Terrängen runt Kottūru är platt. Runt Kottūru är det ganska tätbefolkat, med 199 invånare per kvadratkilometer. Kottūru är det största samhället i trakten. Trakten runt Kottūru består till största delen av jordbruksmark.